# Made in Timeland
Made in Timeland devetnaesti je studijski album australskog rock-sastava King Gizzard & the Lizard Wizard. Objavljen je 5. ožujka 2022. Sadrži dvije pjesme koje traju petnaest minuta, a svaka zauzima jednu stranu albuma.
U početku je trebao biti objavljen samo u gramofonskoj inačici koju su 31. prosinca 2021. trebali dobiti posjetitelji Timeland Festivala, glazbenog festivala koji su organizirali članovi sastava. Taj je festival naposljetku otkazan i uradak je objavljen na ploči u ožujku 2022., a njegova je digitalna inačica objavljena 11. studenoga 2022.
Naslov Laminated Denima, dvadeset i drugog studijskog album skupine, anagram je naslova Made in Timeland. Grupa ga smatra „duhovnim nasljednikom” tog albuma, a objavljen je dan nakon što se Made in Timeland pojavio na internetskim glazbenim servisima.

## O albumu
Uradak sadrži dvije pjesme; svaka od njih traje 15 minuta i zauzima jedan dio albuma. Obje se pjesme sastoje od kraćih dijelova i zvuka klika koji se pojavljuje šezdeset puta u minuti (poput sata koji otkucava sekunde). Skupina je u početku snimala glazbu koja je trebala svirati tijekom stanki na trosatnim koncertima koji su se trebali održati sredinom 2020. Frontmen Stu Mackenzie naposljetku je odlučio da će taj projekt pretvoriti u zaseban album. Pjesme su nastale nakon snimanja zasebnih kraćih dijelova; svaki je od njih osmislio i snimio jedan član sastava. Članovi su potom predstavili snimke ostatku skupine kako bi ih zajedno mogli proširiti i snimiti im dodatne dijelove, a Mackenzie je na kraju sve te ideje spojio u jedno.
Dana 29. travnja i 30. studenoga 2020. članovi grupe odgovarali su na pitanja obožavatelja na Redditu. Korisničko ime kojim su se pritom služili glasi MadeInTimeland. Kad su ih obožavatelji u studenome pitali koju još glazbenu ideju nisu oblikovali u album, Lucas Harwood odgovorio je: „Timeland[.]”
Dana 23. studenoga 2021. najavljen je silvestarski glazbeni festival Timeland. Riječ je o festivalu koji se trebao održavati na Our Friend's Farmu u Tallarooku od 31. prosinca do 2. siječnja. Sastav je 17. prosinca izjavio da će objaviti studijski album Made in Timeland i da će biti dostupan na festivalu. Međutim, festival je otkazan 30. prosinca zbog straha od širenja koronavirusa.
U podcastu The Vinyl Guide objavljenom u veljači 2022. član sastava Ambrose Kenny-Smith potvrdio je da su primjerci albuma već otisnuti i prijevremeno poslani različitim prodavaonicama albuma. Zvuk otkucaja šezdeset puta u minuti ponovno se pojavljuje na pjesmi „The Funeral” s dvadesetog albuma skupine Omnium Gatherum (iz travnja 2022.). Laminated Denim, nastavak albuma Made in Timeland, objavljen je 12. listopada 2022.

## Objava
Primjerci albuma u početku su trebali biti podijeljeni publici na festivalu Timeland, no taj je plan naposljetku odbačen jer je taj festival bio otkazan. Primjerci albuma na gramofonskoj ploči prijevremeno su objavljeni u siječnju 2022. Prodavaonice albuma u Švedskoj, Finskoj i Španjolskoj počele su ih prodavati. Nakon nekoliko tjedana uradak je procurio na internet.
U veljači 2022. grupa je najavila da će 5. ožujka održati trosatni koncert u Melbourneu i izjavila je da je riječ o jednokratnom nastupu pod imenom Return of the Curse of Timeland. Uradak se mogao kupiti na tom koncertu, a naknadno se mogao naručiti sa stranica sastava u izdanju na gramofonskoj ploči.

## Popis pjesama
| 1. | »Timeland« | Stu Mackenzie, Joey Walker, Michael Cavanagh, Cook Craig | 15:00 |

| Strana B | Strana B          | Strana B                                                        | Strana B | Strana B | Strana B | Strana B | Strana B | Strana B | Strana B |
| Br.      | Skladba           | Autor                                                           | Trajanje |          |          |          |          |          |          |
| -------- | ----------------- | --------------------------------------------------------------- | -------- | -------- | -------- | -------- | -------- | -------- | -------- |
| 2.       | »Smoke & Mirrors« | Mackenzie, Walker, Ambrose Kenny-Smith, Cavanagh, Lucas Harwood | 15:00    |          |          |          |          |          |          |
| 30:00    |                   |                                                                 |          |          |          |          |          |          |          |

## Recenzije
Mike Bringman, pišući za časopis Still Listening, izjavio je da je Made in Timeland „blesavo izdanje koje gotovo ničime ne pridonosi opusu koji je skupina oblikovala velikim trudom”. Međutim, premda je dodao da „album [namjerno] ne ispunjuje očekivanja prema kojima bi [King Gizzard] trebao nadmašiti samog sebe” i time pokazuje da se „ne opterećuje novcem koji bi mogao zaraditi glazbom ni time hoće li se svidjeti obožavateljima”, zaključio je da „skupini vjerojatno neće priskrbiti nove slušatelje niti se dojmiti obožavatelja EDM-a, trancea i ostalih eksperimentalnih žanrova”.

## Zasluge
| King Gizzard & the Lizard Wizard - Stu Mackenzie – bubnjevi (na pjesmi „Timeland”); bas-gitara; klavijatura; sintesajzer; udaraljke; vokali; okarina (na pjesmi „Timeland”); melotron; vocoder (na pjesmi „Smoke & Mirrors”); snimanje; miksanje; produkcija - Joey Walker – sintesajzer; udaraljke; snimanje; miksanje - Michael Cavanagh – bubnjevi; udaraljke; sintesajzer (na pjesmi „Smoke & Mirrors”); snimanje - Ambrose Kenny-Smith – vokali; sintesajzer (na pjesmi „Smoke & Mirrors”); akustična gitara (na pjesmi „Smoke & Mirrors”); udaraljke (na pjesmi „Smoke & Mirrors”); klavijatura (na pjesmi „Smoke & Mirrors”); snimanje - Cook Craig – klavijatura (na pjesmi „Timeland”); sintesajzer (na pjesmi „Timeland”); snimanje (pjesme „Timeland”) - Lucas Harwood – klavijatura (na pjesmi „Smoke & Mirrors”); sintesajzer (na pjesmi „Smoke & Mirrors”); bas-gitara (na pjesmi „Smoke & Mirrors”); bas-gitara bez pragova (na pjesmi „Smoke & Mirrors”); snimanje (pjesme „Smoke & Mirrors”) | Ostalo osoblje - Joe Carra – mastering - Jason Galea – fotografija, omot albuma, ilustracije |

## Ljestvice
| Ljestvica (2022.)                           | Najviša pozicija |
| ------------------------------------------- | ---------------- |
| Australija                                  | 65.              |
| SAD (Top Album Sales)                       | 43.              |
| Škotska                                     | 39.              |
| Ujedinjeno Kraljevstvo (Independent Albums) | 16.              |